# Hydropsyche hoffmani
Hydropsyche hoffmani is een schietmot uit de familie Hydropsychidae. De soort komt voor in het Nearctisch gebied.